# Куп СР Југославије у фудбалу 1999/00.
Куп СР Југославије је национални фудбалски куп који је настао 1992. распадом СФРЈ и расформирањем Купа СФР Југославије.
Педесет друго финале Купа Југославије, а девето финале СР Југославије, играло се у Београду на стадиону Црвене звезде, капацитета 53.260 седишта са почетком у 18,00 часова и ТВ преноса.
У финалу, среда 10. маја 2000. године, састали су се Црвена звезда — Напредак, Крушевац гледалаца 25.000.
У предигри великог финала најмасовнијег такмичења одиграно је још једно финале за пионире (1985. и 1986. годиште) Будућност Подгорица и Пролетер Зрењанин

## Правила утакмице
Ако се утакмица у регуларном току заврши нерешеним резултатом играју се продужеци два пута по 15 муинута. Ако резултат и после продужетака остане нерешен приступа се
извођењу једанаестераца, док се не добије победник.
У Купу се игра само једна утакмица, у којој ће се одлучити ко ће у наредно коло најмасовнијег такмичења.

## Календар такмичења
- Шеснаестина финала среда 24. новембра 1999.
- Осмина финала среда 8. децембра 1999.
- Четвртфинале среда 5. априла 2000.
- Полуфинале среда 19. априла 2000.
- Финале среда 10. маја 2000.

## Шеснаестина финала
Сви мечеви почињу у 13 часова и играју се у уторак, среду и четвртак.
Могрен Будва се, због одустајања Приштине, директно пласирао у осмину финала.
| 1/16 Финала среда 24. новембра 1999. године | 1/16 Финала среда 24. новембра 1999. године | 1/16 Финала среда 24. новембра 1999. године | 1/16 Финала среда 24. новембра 1999. године | 1/16 Финала среда 24. новембра 1999. године | 1/16 Финала среда 24. новембра 1999. године     | 1/16 Финала среда 24. новембра 1999. године |
| Домаћин                                     | Домаћин                                     | Резултат                                    | Гост                                        | Гост                                        | Судије                                          | Коментар                                    |
| ------------------------------------------- | ------------------------------------------- | ------------------------------------------- | ------------------------------------------- | ------------------------------------------- | ----------------------------------------------- | ------------------------------------------- |
|                                             | Слобода, Ужице                              | 0:2                                         |                                             | Сартид, Смедерево                           | Аксентијевић, Јаблановић и Божовић              | уторак 23. новембра                         |
|                                             | Железник, Београд                           | 3:2                                         |                                             | ЧСК Пивара, Челарево                        | Б. Ћорсовић (Херцег Нови), Драгојевић и Кусовац |                                             |
|                                             | Железничар, Лајковац                        | 2:3                                         |                                             | Земун, Београд                              | И. Пејовић (Суботица), Станишић и Радуловић     |                                             |
|                                             | Војводина, Нови Сад                         | 2:1                                         |                                             | Бечеј                                       | М. Вукадиновић (Београд), Илић и Катанић        |                                             |
|                                             | Зета, Голубовци                             | 1:1 (7:6)                                   | Будућност                                   | Будућност, Подгорица                        | С. Ивановић (Цетиње), Цвијовић и Ћупић          | пенали                                      |
|                                             | Партизан                                    | 4:2                                         |                                             | Спартак, Суботица                           | Н. Кострешевић (Нови Сад), Чоканица и Суботић   |                                             |
|                                             | Борац, Чачак                                | 1:3                                         |                                             | Милиционар, Београд                         | Д. Тановић (Суботица), Матић и Д. Петковић      |                                             |
|                                             | Челик Унипром, Никшић                       | 1:1 (4:3)                                   |                                             | Раднички, Ниш                               | А. Оларевић (Београд), Шипчић и Мишић           | пенали                                      |
|                                             | Балкан Буковица, Београд                    | 2:1                                         |                                             | Хајдук, Кула                                | Д. Мракић (Београд), Филиповић и Четник         |                                             |
|                                             | OФК Бор                                     | 0:3                                         |                                             | Црвена звезда                               | Г. Јовановић (Смедерево), Антић и Милосављевић  |                                             |
|                                             | Напредак, Крушевац                          | 3:1                                         |                                             | Рад, Београд                                | М. Видић (Ужице), З. Петровић и Цицварић        |                                             |
|                                             | ОФК Кикинда, Кикинда                        | 0:0 (3:4)                                   |                                             | Раднички, Крагујевац                        | М. Караџић (Београд), Јекнић и Ђукелић          | пенали                                      |
|                                             | Чукарички Станком, Београд                  | 2:0                                         |                                             | Пролетер, Зрењанин                          | Д. Живановић (Шабац), Марковић и Трајковић      |                                             |
|                                             | Будучност, Банатски Двор                    | 1:0                                         |                                             | ОФК Београд                                 | М. Јеремић (Севојно), Гавриловић и Миловановић  | четвртак 25. новембра                       |
|                                             | Обилић, Београд                             | 3:1                                         |                                             | Раднички, Београд                           | С. Јовановић (Београд), Ђуровић и Симовић       | четвртак 25. новембра                       |
|                                             | Приштина                                    | :                                           |                                             | Могрен, Будва                               |                                                 | Приштина одустала                           |

## Графички приказ
|  | Осмина финала среда 8. децембра 1999. | Осмина финала среда 8. децембра 1999. | Осмина финала среда 8. децембра 1999. | Осмина финала среда 8. децембра 1999. |                   |   | Четвртфинале среда 5. априла 2000. | Четвртфинале среда 5. априла 2000. | Четвртфинале среда 5. априла 2000. | Четвртфинале среда 5. априла 2000. |   |   | Полуфинале среда 19. априла 2000. | Полуфинале среда 19. априла 2000. | Полуфинале среда 19. априла 2000. | Полуфинале среда 19. априла 2000. |  |  | Финале среда 10. маја 2000. | Финале среда 10. маја 2000. |  |
|  |                                       |                                       |                                       |                                       |                   |   |                                    |                                    |                                    |                                    |   |   |                                   |                                   |                                   |                                   |  |  |                             |                             |  |
|  | Зета, Голубовца                       | 1                                     |                                       |                                       |                   |   |                                    |                                    |                                    |                                    |   |   |                                   |                                   |                                   |                                   |  |  |                             |                             |  |
|  | Обилић, Београд                       | 2                                     |                                       |                                       |                   |   |                                    |                                    |                                    |                                    |   |   |                                   |                                   |                                   |                                   |  |  |                             |                             |  |
|  | Обилић, Београд                       | 2                                     |                                       | Милиционар, Бгд                       | 1                 | 5 |                                    |                                    |                                    |                                    |   |   |                                   |                                   |                                   |                                   |  |  |                             |                             |  |
|  |                                       |                                       |                                       |                                       | 1                 | 5 |                                    |                                    |                                    |                                    |   |   |                                   |                                   |                                   |                                   |  |  |                             |                             |  |
|  |                                       | Обилић, Београд                       | 1                                     | 4                                     |                   |   |                                    |                                    |                                    |                                    |   |   |                                   |                                   |                                   |                                   |  |  |                             |                             |  |
|  | Балкан Буковица, Бгд                  | Обилић, Београд                       | 1                                     | 4                                     | 0                 |   |                                    |                                    |                                    |                                    |   |   |                                   |                                   |                                   |                                   |  |  |                             |                             |  |
|  | Балкан Буковица, Бгд                  |                                       |                                       |                                       | 0                 |   |                                    |                                    |                                    |                                    |   |   |                                   |                                   |                                   |                                   |  |  |                             |                             |  |
|  | Милиционар, Бгд                       | 2                                     |                                       |                                       |                   |   |                                    |                                    |                                    |                                    |   |   |                                   |                                   |                                   |                                   |  |  |                             |                             |  |
|  | Милиционар, Бгд                       | 2                                     |                                       |                                       |                   |   |                                    |                                    |                                    | Милиционар, Бгд                    | 0 |   |                                   |                                   |                                   |                                   |  |  |                             |                             |  |
|  |                                       |                                       |                                       |                                       |                   |   |                                    |                                    |                                    |                                    | 0 |   |                                   |                                   |                                   |                                   |  |  |                             |                             |  |
|  |                                       | Црвена звезда, Бгд                    | 3                                     |                                       |                   |   |                                    |                                    |                                    |                                    |   |   |                                   |                                   |                                   |                                   |  |  |                             |                             |  |
|  | Сартид 1903, Сд                       | Црвена звезда, Бгд                    | 3                                     | 0                                     |                   |   |                                    |                                    |                                    |                                    |   |   |                                   |                                   |                                   |                                   |  |  |                             |                             |  |
|  | Сартид 1903, Сд                       |                                       |                                       | 0                                     |                   |   |                                    |                                    |                                    |                                    |   |   |                                   |                                   |                                   |                                   |  |  |                             |                             |  |
|  | Црвена звезда, Бгд                    | 3                                     |                                       |                                       |                   |   |                                    |                                    |                                    |                                    |   |   |                                   |                                   |                                   |                                   |  |  |                             |                             |  |
|  | Црвена звезда, Бгд                    | 3                                     |                                       | Црвена звезда, Бгд                    | 1                 |   |                                    |                                    |                                    |                                    |   |   |                                   |                                   |                                   |                                   |  |  |                             |                             |  |
|  |                                       |                                       |                                       |                                       | 1                 |   |                                    |                                    |                                    |                                    |   |   |                                   |                                   |                                   |                                   |  |  |                             |                             |  |
|  |                                       | Раднички, Крагујевац                  | 0                                     |                                       |                   |   |                                    |                                    |                                    |                                    |   |   |                                   |                                   |                                   |                                   |  |  |                             |                             |  |
|  | Раднички, Крагујевац                  | Раднички, Крагујевац                  | 0                                     | 1                                     |                   |   |                                    |                                    |                                    |                                    |   |   |                                   |                                   |                                   |                                   |  |  |                             |                             |  |
|  | Раднички, Крагујевац                  |                                       |                                       | 1                                     |                   |   |                                    |                                    |                                    |                                    |   |   |                                   |                                   |                                   |                                   |  |  |                             |                             |  |
|  | Чукарички Станком, Б                  | 0                                     |                                       |                                       |                   |   |                                    |                                    |                                    |                                    |   |   |                                   |                                   |                                   |                                   |  |  |                             |                             |  |
|  | Чукарички Станком, Б                  | 0                                     |                                       |                                       |                   |   |                                    |                                    |                                    |                                    |   |   |                                   |                                   | Црвена звезда, Бгд                | 4                                 |  |  |                             |                             |  |
|  |                                       |                                       |                                       |                                       |                   |   |                                    |                                    |                                    |                                    |   |   |                                   |                                   |                                   |                                   |  |  |                             |                             |  |
|  |                                       | Напредак, Крушевац                    | 0                                     |                                       |                   |   |                                    |                                    |                                    |                                    |   |   |                                   |                                   |                                   |                                   |  |  |                             |                             |  |
|  | Напредак, Крушевац                    | Напредак, Крушевац                    | 0                                     | 2                                     |                   |   |                                    |                                    |                                    |                                    |   |   |                                   |                                   |                                   |                                   |  |  |                             |                             |  |
|  | Напредак, Крушевац                    |                                       |                                       | 2                                     |                   |   |                                    |                                    |                                    |                                    |   |   |                                   |                                   |                                   |                                   |  |  |                             |                             |  |
|  | Могрен, Будва                         | 0                                     |                                       |                                       |                   |   |                                    |                                    |                                    |                                    |   |   |                                   |                                   |                                   |                                   |  |  |                             |                             |  |
|  | Могрен, Будва                         | 0                                     |                                       | Напредак, Крушевац                    | 0                 | 3 |                                    |                                    |                                    |                                    |   |   |                                   |                                   |                                   |                                   |  |  |                             |                             |  |
|  |                                       |                                       |                                       |                                       | 0                 | 3 |                                    |                                    |                                    |                                    |   |   |                                   |                                   |                                   |                                   |  |  |                             |                             |  |
|  |                                       | Железник, Београд                     | 0                                     | 1                                     |                   |   |                                    |                                    |                                    |                                    |   |   |                                   |                                   |                                   |                                   |  |  |                             |                             |  |
|  | Железник, Београд                     | Железник, Београд                     | 0                                     | 1                                     | 1                 |   |                                    |                                    |                                    |                                    |   |   |                                   |                                   |                                   |                                   |  |  |                             |                             |  |
|  | Железник, Београд                     |                                       |                                       |                                       | 1                 |   |                                    |                                    |                                    |                                    |   |   |                                   |                                   |                                   |                                   |  |  |                             |                             |  |
|  | Војводина, Нови Сад                   | 0                                     |                                       |                                       |                   |   |                                    |                                    |                                    |                                    |   |   |                                   |                                   |                                   |                                   |  |  |                             |                             |  |
|  | Војводина, Нови Сад                   | 0                                     |                                       |                                       |                   |   |                                    |                                    |                                    | Напредак, Крушевац                 | 0 | 5 |                                   |                                   |                                   |                                   |  |  |                             |                             |  |
|  |                                       |                                       |                                       |                                       |                   |   |                                    |                                    |                                    |                                    | 0 | 5 |                                   |                                   |                                   |                                   |  |  |                             |                             |  |
|  |                                       | Земун                                 | 0                                     | 4                                     |                   |   |                                    |                                    |                                    |                                    |   |   |                                   |                                   |                                   |                                   |  |  |                             |                             |  |
|  | Земун                                 | Земун                                 | 0                                     | 4                                     | 0                 | 4 |                                    |                                    |                                    |                                    |   |   |                                   |                                   |                                   |                                   |  |  |                             |                             |  |
|  | Земун                                 |                                       |                                       |                                       | 0                 | 4 |                                    |                                    |                                    |                                    |   |   |                                   |                                   |                                   |                                   |  |  |                             |                             |  |
|  | Партизан, Београд                     | 0                                     | 3                                     |                                       |                   |   |                                    |                                    |                                    |                                    |   |   |                                   |                                   |                                   |                                   |  |  |                             |                             |  |
|  | Партизан, Београд                     | 0                                     | 3                                     |                                       | Челик Унипром, НК | 0 |                                    |                                    |                                    |                                    |   |   |                                   |                                   |                                   |                                   |  |  |                             |                             |  |
|  |                                       |                                       |                                       |                                       | Челик Унипром, НК | 0 |                                    |                                    |                                    |                                    |   |   |                                   |                                   |                                   |                                   |  |  |                             |                             |  |
|  |                                       | Земун                                 | 5                                     |                                       |                   |   |                                    |                                    |                                    |                                    |   |   |                                   |                                   |                                   |                                   |  |  |                             |                             |  |
|  | Будучност, Б.Д.                       | Земун                                 | 5                                     | 1                                     | 2                 |   |                                    |                                    |                                    |                                    |   |   |                                   |                                   |                                   |                                   |  |  |                             |                             |  |
|  | Будучност, Б.Д.                       |                                       |                                       | 1                                     | 2                 |   |                                    |                                    |                                    |                                    |   |   |                                   |                                   |                                   |                                   |  |  |                             |                             |  |
|  | Челик Унипром, НК                     | 1                                     | 4                                     |                                       |                   |   |                                    |                                    |                                    |                                    |   |   |                                   |                                   |                                   |                                   |  |  |                             |                             |  |

| Победник КУП-а СР Југославије у фудбалу 1999/00. |
| ------------------------------------------------ |
| ФК Црвена зведа                                  |
| Црвена звезда, 2. титула.                        |

## Четвртфинале
Среда 5. априла 2000. године све утакмице почињу у 16.30 часова 
За утакмицу Милиционар — Обилић цене улазница су биле: 10 динара за исток и север, а за запад 20 динара.
| Стадион Милиционара, гледалаца 15.000 Судије: Раде Ђуровић (7) (Београд), Помоћници: З. Шипчић (Београд) и Р. Ћирковић(Београд)                                                                                       | Стадион Милиционара, гледалаца 15.000 Судије: Раде Ђуровић (7) (Београд), Помоћници: З. Шипчић (Београд) и Р. Ћирковић(Београд) | Стадион Милиционара, гледалаца 15.000 Судије: Раде Ђуровић (7) (Београд), Помоћници: З. Шипчић (Београд) и Р. Ћирковић(Београд) | Стадион Милиционара, гледалаца 15.000 Судије: Раде Ђуровић (7) (Београд), Помоћници: З. Шипчић (Београд) и Р. Ћирковић(Београд)                                                              | Стадион Милиционара, гледалаца 15.000 Судије: Раде Ђуровић (7) (Београд), Помоћници: З. Шипчић (Београд) и Р. Ћирковић(Београд) |
| Домаћин | Домаћин | Резултат | Гост | Гост |
| Милиционар, Београд | Милиционар, Београд | 1:1 (5:4) | Обилић, Београд | Обилић, Београд |
| --- | --- | --- | --- | --- |
| Ковачевић · Живковић пен. · Ђорђевић у 60’ ( Радојичић 80’) · Богдановић · Ђукић у 46’ ( Радованчевић) · Грубелић · Јездимировић · Мулина пен. · В. Стојковић у 54’ ( Кришановић пен.) · Катић пен. · Данчетовић пен. | 7,5 6 6 (7) 7 6,5 (6) 6,5 7 6 (6,5) 5,5 7                                                                                       | | Кораћ · Бабеу пен. · Оцокољић у 84’ ( Ђорђевић) · Варгец · Лазетић пен. · Симоновић пен. · Алексић 80’ · Радојичић у 70’ ( Марковић) · Ковачевић у 75’ ( Милошевић) · Обрадовић · Шарац пен. | 7 6 6 (—) 7 6,5 7 5,5 (—) 6,5 (—) 6,5                                                                                           |

| Стадион Црвене звезде, гледалаца 1.000 Судије: Дејан Станишић (6) (Подгорица), Помоћници: Ж. Радуловић (Подгорица) и В. Милуновић(Бијело Поље)                                               | Стадион Црвене звезде, гледалаца 1.000 Судије: Дејан Станишић (6) (Подгорица), Помоћници: Ж. Радуловић (Подгорица) и В. Милуновић(Бијело Поље) | Стадион Црвене звезде, гледалаца 1.000 Судије: Дејан Станишић (6) (Подгорица), Помоћници: Ж. Радуловић (Подгорица) и В. Милуновић(Бијело Поље) | Стадион Црвене звезде, гледалаца 1.000 Судије: Дејан Станишић (6) (Подгорица), Помоћници: Ж. Радуловић (Подгорица) и В. Милуновић(Бијело Поље)                                           | Стадион Црвене звезде, гледалаца 1.000 Судије: Дејан Станишић (6) (Подгорица), Помоћници: Ж. Радуловић (Подгорица) и В. Милуновић(Бијело Поље) |
| Домаћин | Домаћин | Резултат | Гост | Гост |
| --- | --- | --- | --- | --- |
| Црвена звезда, Београд | Црвена звезда, Београд | 1:0 | Раднички, Крагујевац | Раднички, Крагујевац |
| Коцић · Дудић · Лалатовић · Вукомановић · Леринц · Буњевчевић у 46’ ( Бајчетић) · Гвозденовић · Георгијоски · Пјановић (од 74’ Стојановић) · Аћимовић · Драган Мићић 65’ у 66’ ( Стевановић) | — 6 6,5 6 6 (7) 6,5 6 6 (—) 6 7 (—) | | Радаковић · Јешић · Миљковић у 64’ ( Деспотовић) · Антонијевић · Спасић · Милосављевић · Ристић у 64’ ( Филиповић) · Танасијевић · Димитријевић · Баљак · Станојловић у 77’ ( Станковић) | 5,5 6 (—) 6 5,5 6,5 (—) 5,5 5 5,5 (—) |

| Стадион Младост Крушевац, гледалаца 6.000 Судије: Игор Пејовић (6) (Суботица), Помоћници: Н. Кострешеновић (Нови Сад) и Д. Петровић (Каћ)                        | Стадион Младост Крушевац, гледалаца 6.000 Судије: Игор Пејовић (6) (Суботица), Помоћници: Н. Кострешеновић (Нови Сад) и Д. Петровић (Каћ) | Стадион Младост Крушевац, гледалаца 6.000 Судије: Игор Пејовић (6) (Суботица), Помоћници: Н. Кострешеновић (Нови Сад) и Д. Петровић (Каћ) | Стадион Младост Крушевац, гледалаца 6.000 Судије: Игор Пејовић (6) (Суботица), Помоћници: Н. Кострешеновић (Нови Сад) и Д. Петровић (Каћ)           | Стадион Младост Крушевац, гледалаца 6.000 Судије: Игор Пејовић (6) (Суботица), Помоћници: Н. Кострешеновић (Нови Сад) и Д. Петровић (Каћ) |
| --- | --- | --- | --- | --- |
| Домаћин | Домаћин | Резултат | Гост | Гост |
| Напредак, Крушевац | Напредак, Крушевац | 0:0 (3:1) | Железник, Београд | Железник, Београд |
| Славољуб Крњинац · Атанасковић · Антић у 88’ ( Јовановић) · Крстић пен. · Мијатовић · Зајић · Видојевић пен. · Драгњевић · Стефановић пен. · Којичић · Филиповић | 9 7,5 7,5 (—) 7,5 8 7,5 7, | | Филефски · Нинковић · Кизић пен. · Алексић · Илић · Спасић у 75’ ( Панић) · Живковић у 69’ ( Петковић) · Исаиловић · Словић · Чикић · Станисављевић | 8 7 6,5 6 6,5 (—) 6 (—) 6 7,5 6 6,5 |

| Стадион Жељезаре Никшић, гледалаца 500 Судије: Миле Гавриловић (6) (Пожега), Помоћници: Јеремић (Севојно) и Цицварић (Севојно)                                                | Стадион Жељезаре Никшић, гледалаца 500 Судије: Миле Гавриловић (6) (Пожега), Помоћници: Јеремић (Севојно) и Цицварић (Севојно) | Стадион Жељезаре Никшић, гледалаца 500 Судије: Миле Гавриловић (6) (Пожега), Помоћници: Јеремић (Севојно) и Цицварић (Севојно) | Стадион Жељезаре Никшић, гледалаца 500 Судије: Миле Гавриловић (6) (Пожега), Помоћници: Јеремић (Севојно) и Цицварић (Севојно)                                                                          | Стадион Жељезаре Никшић, гледалаца 500 Судије: Миле Гавриловић (6) (Пожега), Помоћници: Јеремић (Севојно) и Цицварић (Севојно) |
| --- | --- | --- | --- | --- |
| Домаћин | Домаћин | Резултат | Гост | Гост |
| Челик Унипром, Никшић | Челик Унипром, Никшић | 0:5 | Земун, Београд | Земун, Београд |
| Зорић · Јовићевић · Влаисављевић · Контић · Огњеновић у 46’ ( Милићевић) · Гиљан · Муратбашић · Миличковић · Миљанић у 46’ ( Церовић) · Мирковић у 65’ ( Тодоровић) · Бајовић | 5 5 (5) 5 6 (5) — (—) 5 | | Ристовић · Никитовић у 59’ ( Крушчић) · Гркинић · Миленковић · Столица 34’ · Веселиновић у 58’ ( Младеновић) · Бранковић · Голијанин 16’ у 46’ ( Чворко) · Александар Бојанић 60’ · Челар 32’ 38’ · ??? | — 7 (—) 7 7,5 7 (7) 7 8 (—) 9 8,5 ??                                                                                           |

## Полуфинале
Среда 19. априла 2000. године оба меча у 16.30 часова 
| Стадион Младост Крушевац, гледалаца 25.000 Судије: Милан Видић (7) (Ужице), Помоћници: Миливоје Јеремић (Севојно) и Драган Цицварић (Севојно)                          | Стадион Младост Крушевац, гледалаца 25.000 Судије: Милан Видић (7) (Ужице), Помоћници: Миливоје Јеремић (Севојно) и Драган Цицварић (Севојно) | Стадион Младост Крушевац, гледалаца 25.000 Судије: Милан Видић (7) (Ужице), Помоћници: Миливоје Јеремић (Севојно) и Драган Цицварић (Севојно) | Стадион Младост Крушевац, гледалаца 25.000 Судије: Милан Видић (7) (Ужице), Помоћници: Миливоје Јеремић (Севојно) и Драган Цицварић (Севојно)                                                                       | Стадион Младост Крушевац, гледалаца 25.000 Судије: Милан Видић (7) (Ужице), Помоћници: Миливоје Јеремић (Севојно) и Драган Цицварић (Севојно) |
| Домаћин | Домаћин | Резултат | Гост | Гост |
| --- | --- | --- | --- | --- |
| Напредак, Крушевац | Напредак, Крушевац | 0:0 (5:4) | Земун, Београд | Земун, Београд |
| Славољуб Крњинац · Атанасковић · Ђокић · Крстић пен. · Мијатовић пен. · Зајић · Видојевић пен. · Драгњевић · Стефановић пен. · Којичић пен. · Ђурђевић 87’ · Јовановић | 8 7,5 8 7,5 (—) | | Ристовић · Миленковић · Гркинић у 46’ ( Јоловић ) · Ђуровић · Крушчић пен. · Веселиновић пен. · Бранковић · Голијанин у 82’ ( Инђић) · Столица · Бојанић пен. · Г. Челар у 66’ ( Ђурић пен.) · помоћни тренер Митић | — 7 (—) 7 7,5 7 (7) 7 8 (—) 9 8,5 ?? |

| Стадион Милиционара, гледалаца 6.000 Судије: Душан Мракић (7) (Београд), Помоћници: Миленко Вукадиновић (Београд) и Душко Атић(Београд)                                      | Стадион Милиционара, гледалаца 6.000 Судије: Душан Мракић (7) (Београд), Помоћници: Миленко Вукадиновић (Београд) и Душко Атић(Београд) | Стадион Милиционара, гледалаца 6.000 Судије: Душан Мракић (7) (Београд), Помоћници: Миленко Вукадиновић (Београд) и Душко Атић(Београд) | Стадион Милиционара, гледалаца 6.000 Судије: Душан Мракић (7) (Београд), Помоћници: Миленко Вукадиновић (Београд) и Душко Атић(Београд)                                         | Стадион Милиционара, гледалаца 6.000 Судије: Душан Мракић (7) (Београд), Помоћници: Миленко Вукадиновић (Београд) и Душко Атић(Београд) |
| Домаћин | Домаћин | Резултат | Гост | Гост |
| --- | --- | --- | --- | --- |
| Милиционар, Београд | Милиционар, Београд | 0:3 | Црвена звезда, Београд | Црвена звезда, Београд |
| Ковачевић · Живковић · Ђукић · Богдановић · Ђорђевић · Грубелић 58’ · Станишић · Кришановић · Јездимировић · Петровић 37’ · Данчетовић · Катић · Спалевић 53’ · Д. Станковић | 6,5 5,5 6 — 5,5 6 5,5 6 5,5 6 | | Коцић · Дудић · Илић · Вукомановић · Глоговац · Буњевчевић · Гвозденовић 77’ · Витакић · Леринц 41’ 70’ · Георгијоски 70’ · Пјановић · Стевановић · Бошковић 56’ 62’ · Гојковић | — 7 7,5 7 — 8 — 7 7,5 — |

## Финале
Девето финале Купа СР Југославије између Црвене звезде и Напретка је празник фудбала.
Црвена звезда је у сезони 1999/00. освојила 21. титулу у шампионату и 17. трофеј у националном купу.
Крушевљани су први пут, победом над Радом, Могреном, Железником и Земуном, доспели у финале националног купа.
Томиславу Караџићу припала је част да преда пехар победнику Купа СР Југославије одиграног на "Маракани"
| ФИНАЛЕ среда 10. маја 2000. године у 18 часова Стадион Црвене звезде, гледалаца 25.000 Судије: Сава Чоканица (5) (Нови Сад), Помоћници: Д. Ђукелић (Лазаревац) и З. Петровић (Сокобања)                                                                                      | ФИНАЛЕ среда 10. маја 2000. године у 18 часова Стадион Црвене звезде, гледалаца 25.000 Судије: Сава Чоканица (5) (Нови Сад), Помоћници: Д. Ђукелић (Лазаревац) и З. Петровић (Сокобања) | ФИНАЛЕ среда 10. маја 2000. године у 18 часова Стадион Црвене звезде, гледалаца 25.000 Судије: Сава Чоканица (5) (Нови Сад), Помоћници: Д. Ђукелић (Лазаревац) и З. Петровић (Сокобања) | ФИНАЛЕ среда 10. маја 2000. године у 18 часова Стадион Црвене звезде, гледалаца 25.000 Судије: Сава Чоканица (5) (Нови Сад), Помоћници: Д. Ђукелић (Лазаревац) и З. Петровић (Сокобања)                                                | ФИНАЛЕ среда 10. маја 2000. године у 18 часова Стадион Црвене звезде, гледалаца 25.000 Судије: Сава Чоканица (5) (Нови Сад), Помоћници: Д. Ђукелић (Лазаревац) и З. Петровић (Сокобања) |
| Домаћин | Домаћин | Резултат | Гост | Гост |
| --- | --- | --- | --- | --- |
| Црвена звезда, Београд | Црвена звезда, Београд | 4:0 | Напредак, Крушевац | Напредак, Крушевац |
| Александар Коцић · Иван Дудић · Дејан Илић 55’ · Иван Вукомановић 58’ · Стево Глоговац · Горан Буњевчевић · Иван Гвозденовић 56’ · Миливоје Витакић · Лео Леринц · Горан Друлић · Михајло Пјановић 13’, 38’ (пен.) · 71’ Драган Мићић · Бранко Бошковић 59’ · Јован Гојковић | — 7,5 7 (—) 7,5 7 8 (—) 7,5 (—) | | Славољуб Крњинац · Горан Атанацковић · Саша Антић · Драгиша Крстић · Мирослав Мијатовић · Бојан Зајић · Живојин Видојевић · Дејан Драгњевић 90’ · Ђокић · Иван Стефановић · Бранислав Којичић · Слободан Филиповић 59’ · Иван Петровић | 5 5,5 5 5,5 (—) 5 (—) |
| Тренер: Славољуб Муслин | Тренер: Славољуб Муслин | | Тренер: Микица Гошић | Тренер: Микица Гошић |

| Победник КУП-а СР Југославије у фудбалу 1999/00. |
| ------------------------------------------------ |
| ФК Црвена зведа                                  |
| Црвена звезда 2. титула.                         |

## Финале пионира
У финалу Купа СР Југославије за пионире Пролетер из Зрењанина савладао Подгоричку Будућност после бољег извођенја једанаестераца.
| ФИНАЛЕ среда 10. маја 2000. године Стадион Црвене звезде Судије: ?????? (7) (Београд), Помоћници: Живота Влајић (Београд) и Дејан Недић (Београд) | ФИНАЛЕ среда 10. маја 2000. године Стадион Црвене звезде Судије: ?????? (7) (Београд), Помоћници: Живота Влајић (Београд) и Дејан Недић (Београд) | ФИНАЛЕ среда 10. маја 2000. године Стадион Црвене звезде Судије: ?????? (7) (Београд), Помоћници: Живота Влајић (Београд) и Дејан Недић (Београд) | ФИНАЛЕ среда 10. маја 2000. године Стадион Црвене звезде Судије: ?????? (7) (Београд), Помоћници: Живота Влајић (Београд) и Дејан Недић (Београд)                                               | ФИНАЛЕ среда 10. маја 2000. године Стадион Црвене звезде Судије: ?????? (7) (Београд), Помоћници: Живота Влајић (Београд) и Дејан Недић (Београд) |
| Домаћин | Домаћин | Резултат | Гост | Гост |
| --- | --- | --- | --- | --- |
| Будућност, Подгорица | Будућност, Подгорица | 2:2 (3:4) | Пролетер, Зрењанин | Пролетер, Зрењанин |
| Блажић · Голубовић пен. · Пејовић · Вукашиновић пен. · Лакић · Вукчевић · Рајовић · Ђуричковић · Пуровић · Бурзановић 44’ 48’ пен. · Матановић    | 6,5 6 6,5 6 7 6,5 | | Вања Хусар · Ђорђић пен. · Личина · Вучковић пен. · Милошевић · Ђурица пен. · Раичевић у 49’ ( Ракић) · Новаковић у 45’ ( Калаћ) · Ђаковић у 42’ ( Павићевић) · Тошић 29’ · Михајловић 57’ пен. | 8 7 6,5 (7) 7,5 7,5 (—) |

| Победник КУП-а СР Југославије у фудбалу за пионире 1999/00. |
| ----------------------------------------------------------- |
|                                                             |
| Пролетер, Зрењанин                                          |